# Syncerus caffer aequinoctialis
Sous-espèce
Le buffle équinoxial  (Syncerus caffer aequinoctialis) est une sous-espèce du buffle d'Afrique (Syncerus caffer).